# Selección femenina de rugby 7 de Paraguay
La selección femenina de rugby 7 del Paraguay es el equipo de Paraguay de la modalidad de rugby 7 femenino regulada por la Unión de Rugby del Paraguay.

## Historia
Su primera competición internacional oficial fue el Seven Sudamericano Femenino 2004 disputado en Barquisimeto obteniendo el séptimo puesto luego de ganar en la definición por el mencionado puesto frente al seleccionado de Perú por un marcador de 27 a 0.

## Participación en copas
| - No ha clasificado - Challenger Series 2023: 10° puesto - Toronto 2015: No clasificó - Lima 2019: No clasificó - Santiago 2023: 5° puesto - Santiago 2014: 6º puesto - Cochabamba 2018: 3º puesto - Asunción 2022: 2º puesto - Trujillo 2013: No participó - Santa Marta 2017: 2º puesto - Valledupar 2022: 1º puesto - Ayacucho 2024: No participó - Circuito Sudamericano de Seven Femenino 2013-14: - República - 3° puesto / Mar del Plata - 3° puesto - Circuito Sudamericano de Seven Femenino 2014-15: - República - 3° puesto / Mar del Plata - 5° puesto | - Barquisimeto 2004: 7º puesto - São Paulo 2005: 7º puesto - Viña del Mar 2007: No participó - Punta del Este 2008: 8º puesto (último) - São José dos Campos 2009: 8º puesto (último) - Mar del Plata 2010: 7º puesto - Bento Gonçalves 2011: 8º puesto (último) - Río de Janeiro 2012: 7º puesto - Río de Janeiro 2013: 8º puesto (último) - Santa Fe 2015: 5º puesto - Río de Janeiro 2016: 5º puesto - Villa Carlos Paz 2017: 4º puesto - Montevideo 2017: 4º puesto - Montevideo 2018: 6º puesto - Asunción 2019: 5º puesto - Lima 2019: 5º puesto - Montevideo 2019: 4º puesto - Montevideo 2020: 2º puesto - Montevideo 2021: 4º puesto - Saquarema 2022: 4º puesto - Montevideo 2023: 3º puesto - Asunción 2023: 4º puesto - Lima 2024: 6º puesto - Lima 2025: 5º puesto - Sao José dos Campos 2018: 4º puesto - Santiago 2019: 3º puesto |

## Palmarés
- Juegos Suramericanos:
  - Medalla de plata (1): 2022
  - Medalla de bronce (1): 2018

- Juegos Bolivarianos:
  - Medalla de oro (1): 2022
  - Medalla de plata (1): 2017[1]